# Grotte di Catullo
Con il termine "Grotte di Catullo" si identifica una villa romana edificata tra la fine del I secolo a.C. e il I secolo d.C. a Sirmione, in provincia di Brescia, sulla riva meridionale del Lago di Garda. Il complesso archeologico, parte del quale, soprattutto del settore settentrionale, che è sempre rimasto in vista, è stato oggetto di visite e speculazioni erudite dal XV secolo, è oggi la testimonianza più importante del periodo romano nel territorio di Sirmione ed è l'esempio più imponente di villa romana presente nell'Italia settentrionale.
Nel 2013 il complesso delle Grotte di Catullo e del museo archeologico di Sirmione sono stati il ventisettesimo sito statale italiano più visitato, con 215.961 visitatori e un introito lordo totale di 504.700 Euro.
Dal dicembre 2014 il Ministero per i beni e le attività culturali lo gestisce tramite il Polo museale della Lombardia, nel dicembre 2019 divenuto Direzione regionale Musei.

## Etimologia
La denominazione di "Grotte di Catullo" risale al Quattrocento, quando la riscoperta delle liriche di Catullo, fra cui il Carme 31 in cui il poeta descrive il suo ritorno nell'amata casa di Sirmione, suggerì il collegamento con i grandiosi resti ancora visibili benché largamente interrati e coperti da vegetazione tanto da apparire come caverne. Il primo ad attribuire la villa a Gaio Valerio Catullo fu, nel 1483, Marin Sanudo il giovane. Tale ipotesi fu poi ripresa da eruditi e studiosi successivi, nonostante la villa oggi visibile sia stata costruita dopo la morte del poeta veronese. Allo stato attuale non esistono elementi sicuri per localizzare la casa di Catullo. Il termine è comunque rimasto e ancora oggi è utilizzato per identificare il sito archeologico.
Nel XVI secolo la villa fu meta di alcuni celebri viaggiatori fra cui la marchesa di Mantova Isabella d'Este Gonzaga (1514 e 1535) e Andrea Palladio, che compì la visita per studiare i resti sotto il profilo delle tecniche di costruzione.

## Storia
La grande villa, al di sotto della quale sono state rinvenute strutture del I secolo a.C., venne edificata agli inizi del I secolo d.C. La villa doveva essere in stato di abbandono già nel III secolo quando parte della sua decorazione architettonica venne reimpiegata nell'altra villa romana di Sirmione, quella di Via Antiche Mura. Fra il IV secolo e il V secolo le imponenti strutture superstiti della villa vennero incluse nelle fortificazioni che recingevano la penisola di Sirmione e all'interno dei resti dell'edificio romano vennero realizzate delle sepolture.
Nel corso dei secoli, come si è detto, diversi cronisti e viaggiatori visitarono le rovine, ma i primi studi concreti su di esse furono effettuati solamente nel 1801 dal generale Lacombe-Saint-Michel, comandante d'artiglieria dell'esercito di Napoleone Bonaparte. Successivamente, il conte veronese Giovanni Girolamo Orti Manara eseguì scavi e rilievi, ancor oggi fondamentali, che pubblicò nel 1856.
Nel 1939 la Soprintendenza per i beni archeologici avviò un ampio programma di scavi e restauri, acquisendo infine nel 1948 l'intera area per permettere un'adeguata tutela del complesso, immerso nel suo ambiente naturale.
Durante gli anni novanta del Novecento ulteriori studi hanno confermato che la costruzione fu realizzata attraverso un progetto unitario, che ne definì l'orientamento e la distribuzione degli spazi interni secondo un preciso criterio di assialità e di simmetria.

## Descrizione
Il complesso archeologico, ancora oggi portato alla luce solo parzialmente, copre un'area di circa due ettari. La villa ha pianta rettangolare, di 167 x 105 metri, con due avancorpi sui lati corti nord e sud. Per superare l'inclinazione del banco roccioso su cui fu impostato l'edificio vennero create grandi opere di sostegno (sostruzioni) nella parte settentrionale e furono effettuati imponenti tagli per modellare il banco roccioso. Questi ultimi sono particolarmente ben visibili sul lato ovest (Grande Criptoportico) e sul lato orientale dell'avancorpo settentrionale.
Il piano nobile, corrispondente agli ambienti di abitazione del proprietario, risulta il più danneggiato, sia perché era il più esposto sia perché la villa, dopo il suo abbandono, è stata per secoli una cava di materiali. Meglio conservati sono il piano intermedio e quello inferiore.
L'ingresso principale dell'edificio si trovava nell'avancorpo meridionale. La villa era caratterizzata da lunghi porticati e terrazze aperti verso il lago lungo i lati est e ovest, comunicanti a nord con un'ampia terrazza belvedere, munita di velarium.
Lungo il lato occidentale, oggi è visitabile il criptoportico, una lunga passeggiata un tempo coperta. Le parti residenziali dell'edificio erano situate nelle zone nord e sud, mentre la parte centrale, costituita oggi dal Grande Oliveto, era occupata da un esteso giardino. Sul lato meridionale, sotto un pavimento in opus spicatum, si trova una grande cisterna lunga quasi 43 metri, che raccoglieva l'acqua necessaria per gli usi quotidiani. L'ampio settore termale della villa, costituito da diversi vani situati nella zona sud occidentale, tra i quali la cosiddetta piscina, fu ricavato probabilmente all'inizio del II secolo. I vari ambienti della villa possiedono suggestivi nomi convenzionali, derivati da una tradizione locale consolidata oppure da interpretazioni e denominazioni date durante i primi scavi. Fra le rovine, ad esempio, si possono trovare l'Aula a tre pilastri, il Lungo corridoio, la Trifora del Paradiso, il Grande Pilone, la Grotta del Cavallo, il Grande Oliveto prima citato e l'Aula dei Giganti.
Grazie alla collaborazione dell'UNAPROL e dell'Associazione Interprovinciale Produttori Olivicoli Lombardi (AIPOL) si è concluso di recente, grazie a finanziamenti da parte dell'Unione Europea e dell'Italia, un programma di recupero dell'oliveto storico delle Grotte di Catullo. In tutta l'area archeologica sono presenti attualmente circa 1500 ulivi, alcuni plurisecolari, appartenenti a tre differenti varietà gardesane (casaliva, leccino e gargnà).
Dal 2012 è ripresa la raccolta delle olive finalizzata alla produzione di un olio extra vergine.

## Museo archeologico
Nel 1999, all'interno del parco che accoglie i resti della villa, è stato inaugurato il Museo archeologico.
Esso ospita numerosi reperti provenienti dagli scavi della villa romana delle "Grotte di Catullo", da altre ville romane situate sul lago di Garda (villa di via Antiche Mura a Sirmione e villa di Toscolano) e da altri siti archeologici della zona. Il Museo archeologico è organizzato in più sezioni.
Nel portico d'ingresso sono spiegate la genesi e la morfologia del lago di Garda; inoltre sono illustrate le differenti vie di comunicazione nel territorio in età antica.
All'interno del Museo archeologico sono ospitate altre tre sezioni:
1. la preistoria e la protostoria del lago di Garda: con i ritrovamenti dalle palafitte rinvenute sulle rive del lago;
2. l'età romana: all'interno della quale sono esposti anche i reperti provenienti dalle "Grotte di Catullo";
3. l'età medievale: con i corredi funerari della chiesa di S. Pietro in Mavino di Sirmione e altre località adiacenti

Nel Museo archeologico sono ospitati un plastico che riproduce la villa romana e un monitor touch-screen con filmati in tre lingue sulle Grotte di Catullo e su altri siti del lago di Garda.

## Galleria d'immagini

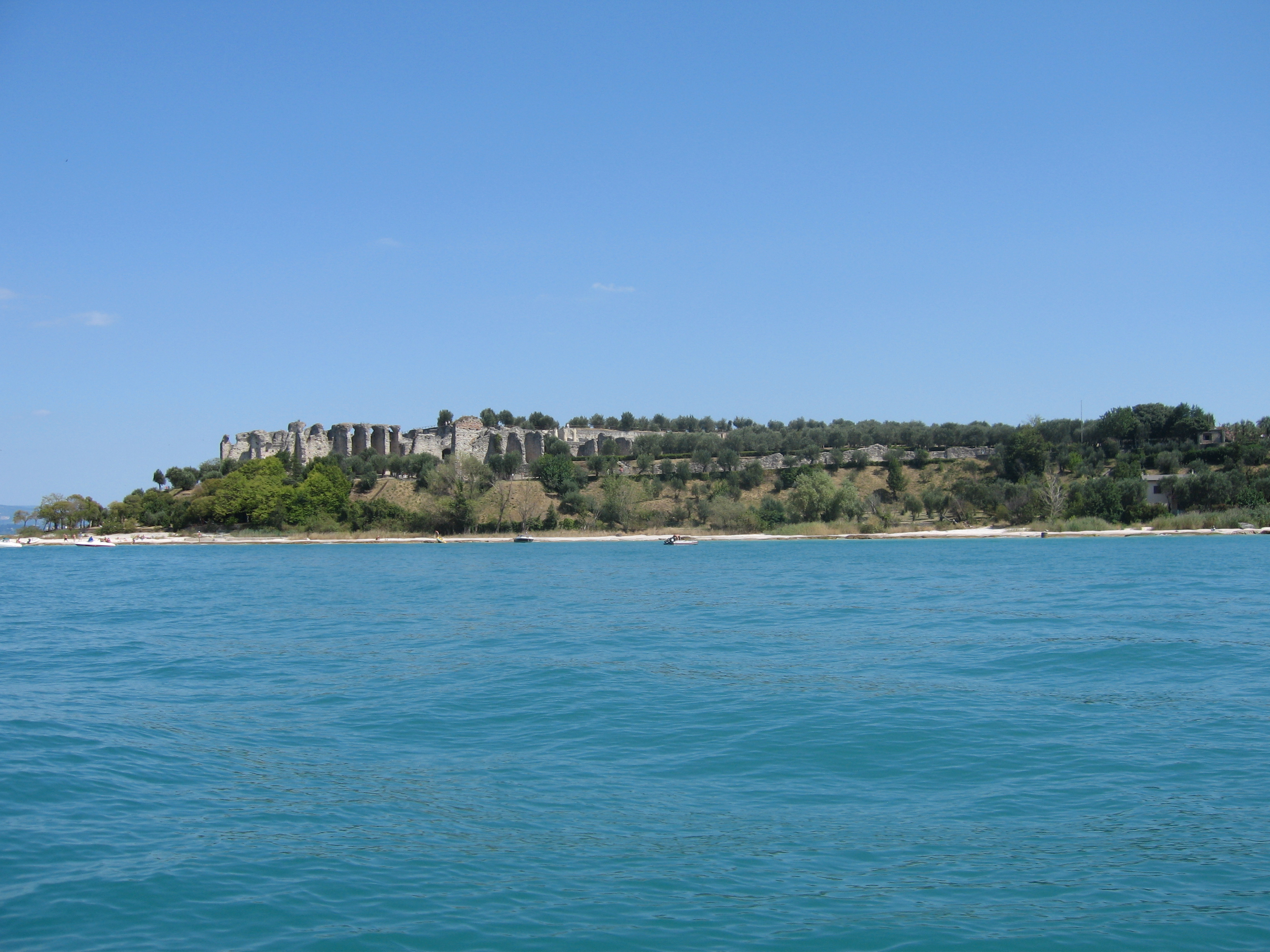
La villa romana vista dal lago
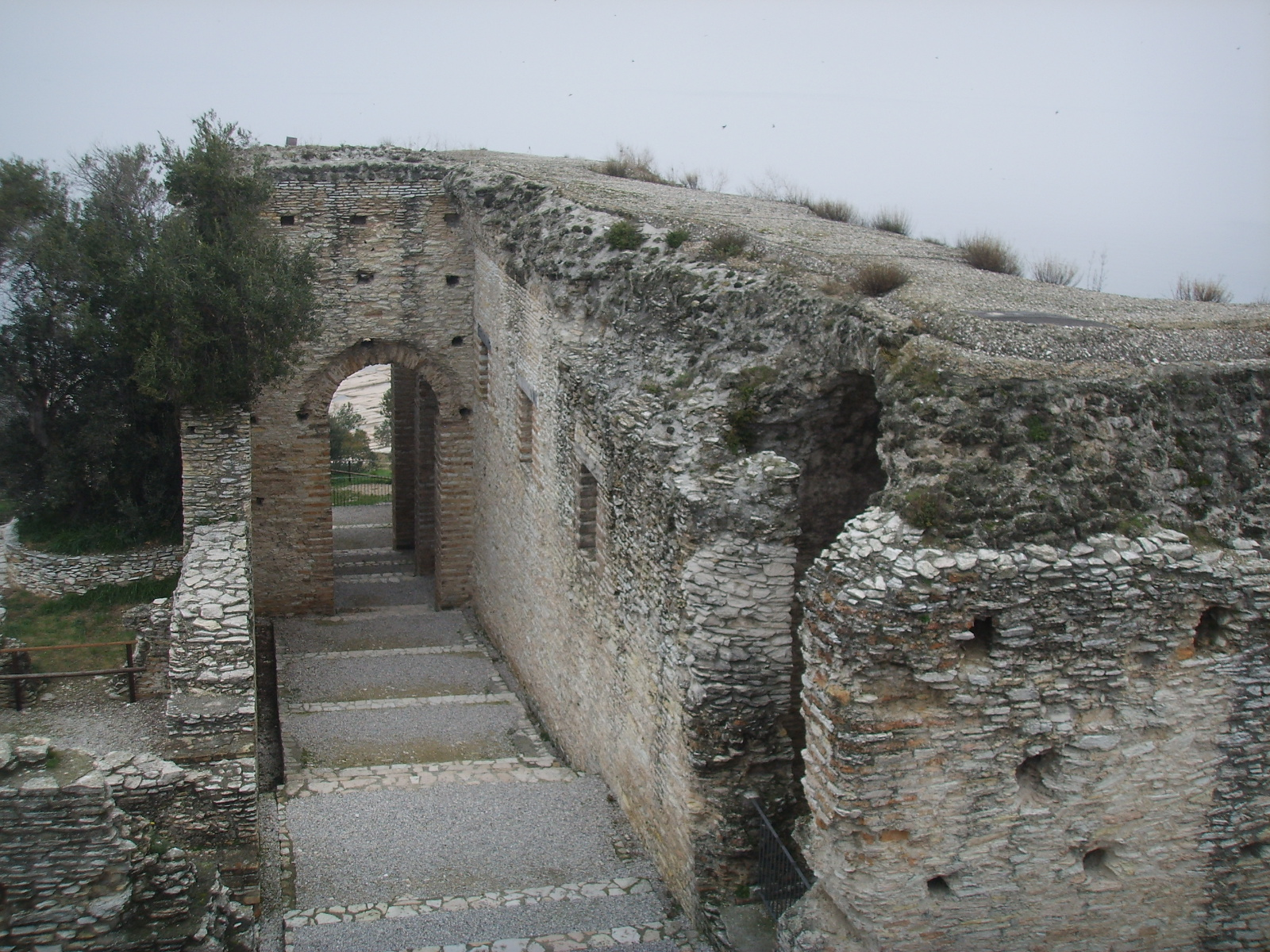
Le costruzioni e la rampa orientale
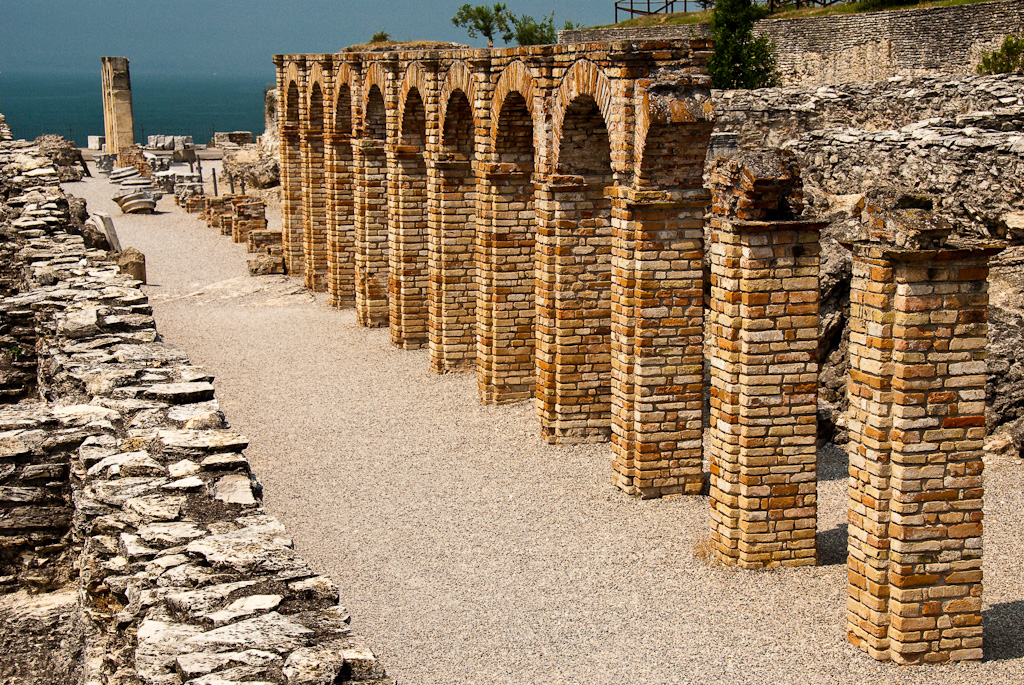
Il criptoportico
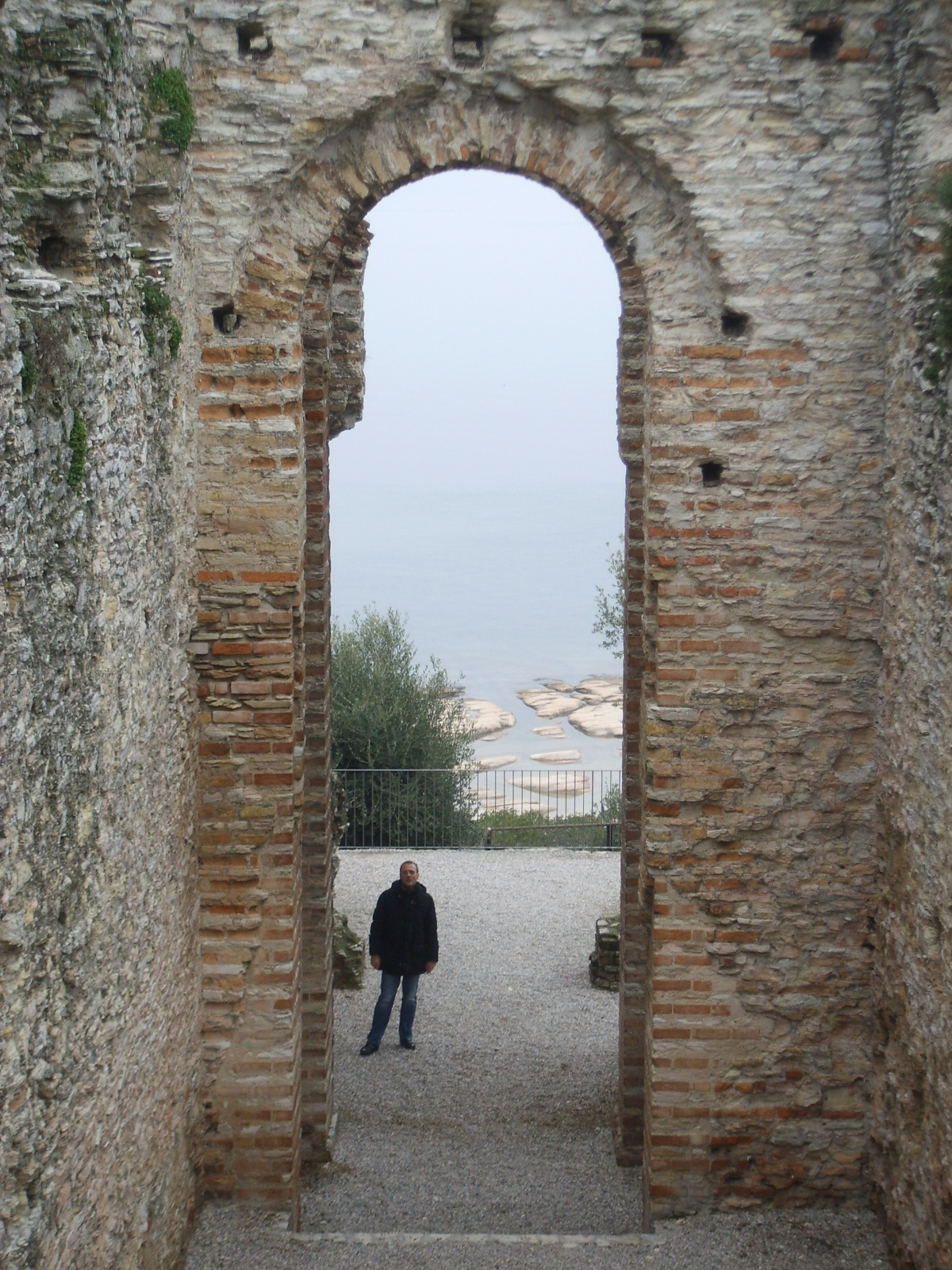
Un dettaglio delle sostruzioni